# Ateleute alborufa
Ateleute alborufa là một loài tò vò trong họ Ichneumonidae.